# Карлсплац (станция метро)
Ка́рлсплац (нем. Karlsplatz) — станция Венского метрополитена, расположена на пересечении линий U1, U2 и U4.
Открытая 30 июня 1899 года под названием «Академиштрассе» (нем. Academiestraße тогдашнего штадтбана на паровой тяге, в том же году она получила свое современное название после на звание соответствующей площади в честь Карла VI; тогда же код станции изменился с AK на KP.
После прекращения использования паровой тяги в 1918 году с 1925 года мост взамен курсировал электрический штадтбан. После введения в эксплуатацию 25 февраля 1978 года первого участкап линии метрополитена U1 (Ройманнплац -Карлсплац) станция Карлсплац также превратилась в станцию метро и является сейчас крупнейшим транспортным узлом компании Wiener Linien.

## Расположение

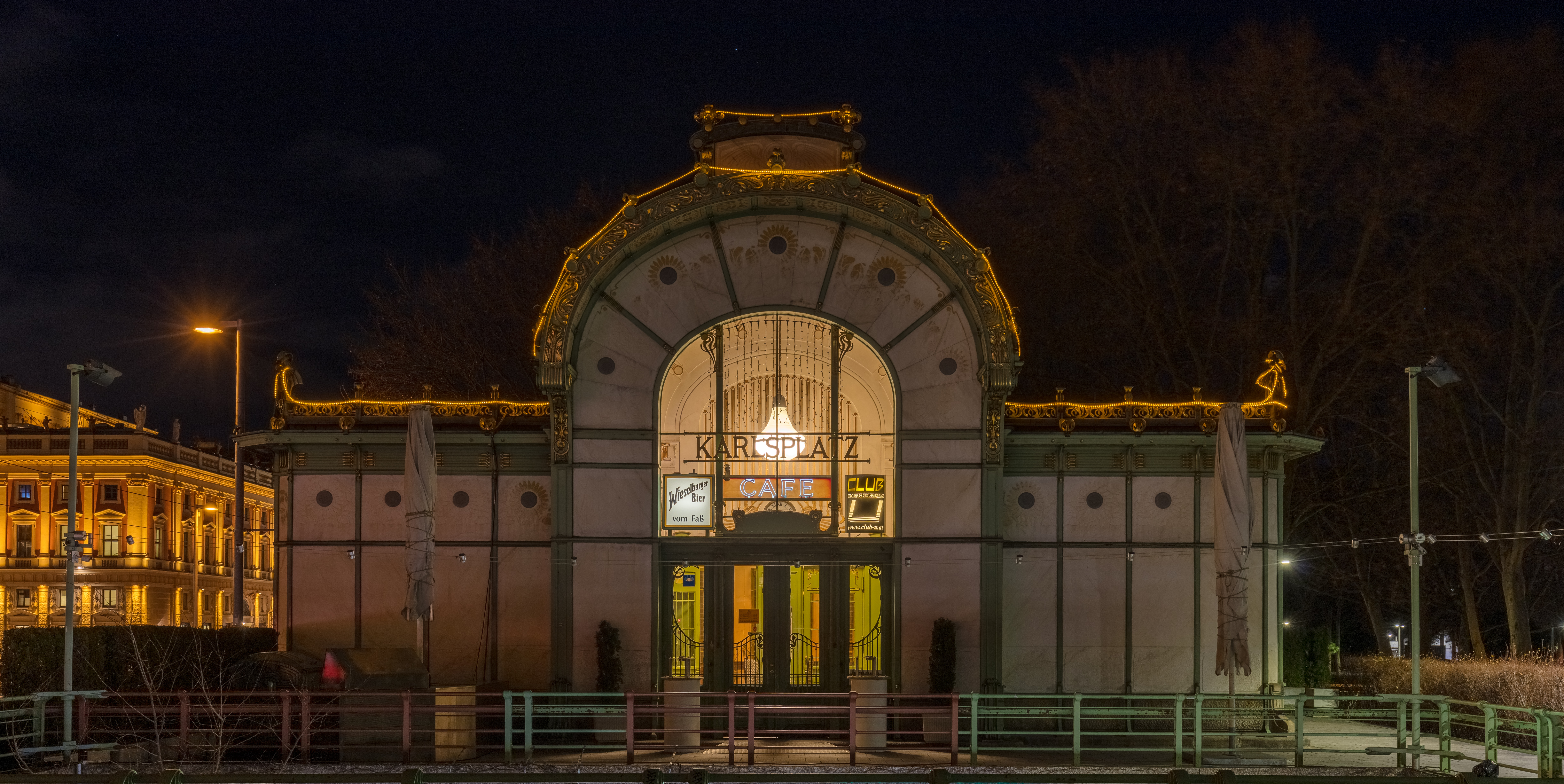
Павильон станции вечером

Из-за своего расположения в центре Вены данная станция окружена многочисленными важными объектами: на выходе из Оперного пассажа, продленного до Рессельпарка в ходе продления линии метрополитена, располагаются также главное здание Венского технического университета, собственно Рессельпарк и собор святого Карла, а у северного выхода — Венская государственная опера, вход в пешеходную зону на улице Кернтнерштрассе и ряд дорогих отелей. Благодаря широко разветвленной пассажам можно легко добраться не только до Государственной оперы, но и к Дому сецессиона, рынку Нашмаркт, Домаухудожников и Венской филармонии.

## История

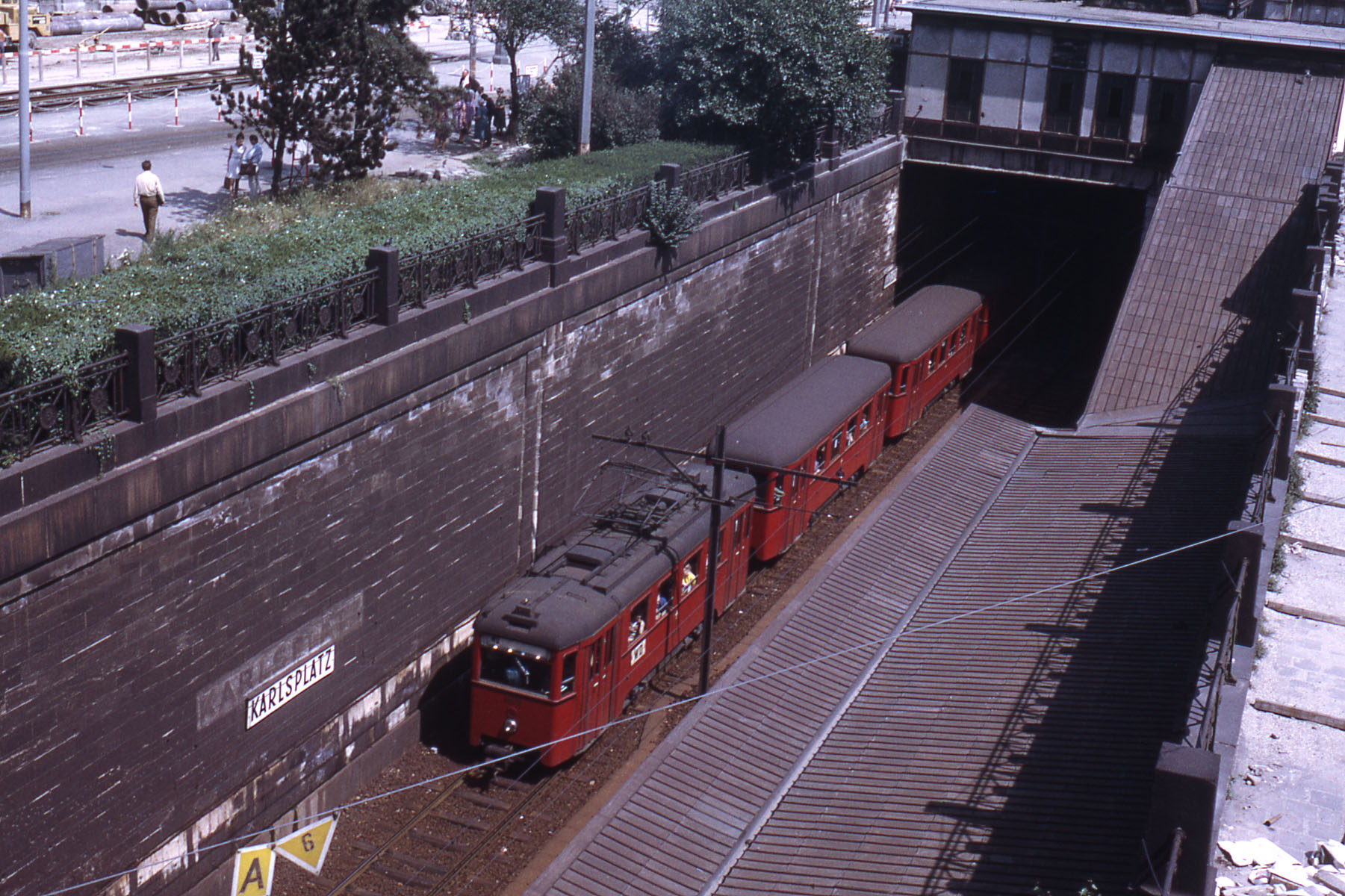
Поезд штадтбана n1 / n2 на ещё открытой станции «Карлсплац», 1970 год

На ранних планах штадтбана 1890 года станцию «Карлсплатц» ещё фигурирует под названием «Шварценбергбрюке» (нем. Schwarzenbergbrücke в честь одноимённого моста, однако после его сноса в 1895 году станция была переименована в «Академиштрассе». Строительство станции по поручению Комиссии транспорта Вены и реконструкций было завершено в мае 1898года. В архитектурном плане станция представляла собой особый случай в сети штадтбана: наземные сооружения стоят вверху станции состоят из двух павильонов, расположенных напротив друг друга и обильно украшенных орнаментами. В отличие от других станций они были построены архитектором Отто Вагнером с помощью стальных каркасных конструкций с подвешенными извне мраморными плитами и украшены в популярном в то время стиле модерн, а цветочные орнаменты разработал архитектор Йозеф Мария Ольбрих.

### Метрополитен

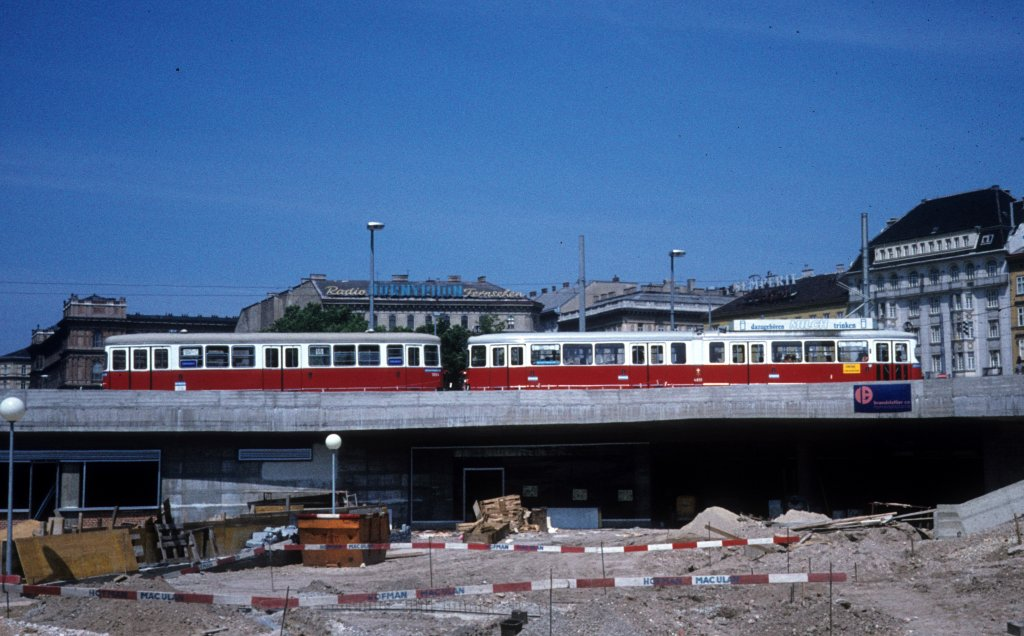
Строительная площадка станции на углу улицы Кернтнерштрассе, 1970 год

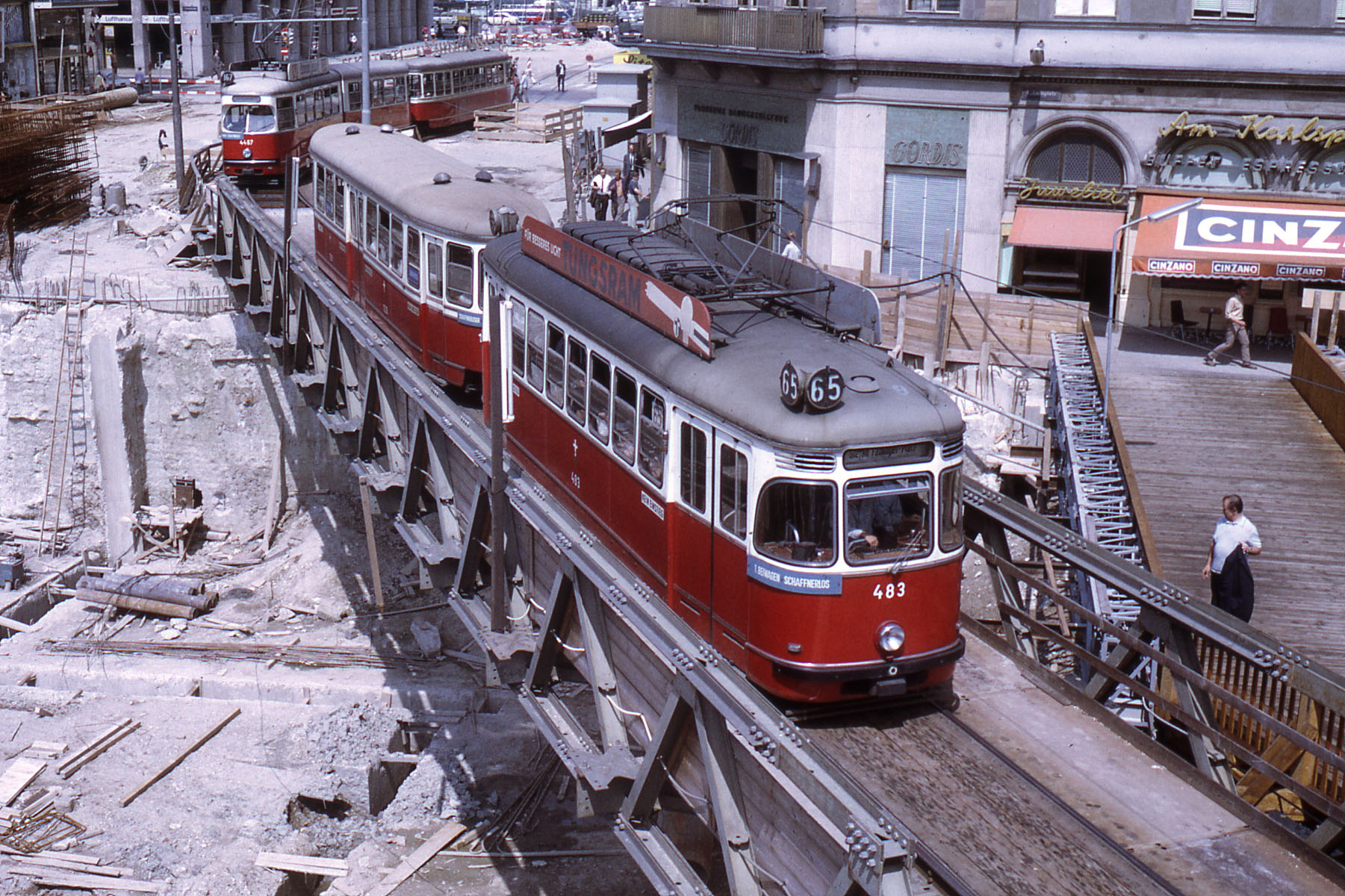
Строительная площадка на выходе к Рессельпарку, 1977 год

На поверхности территорию станции оптически выделяют два павильона бывшего штадтбана, а под землёй в пассажах вокруг станции находится ряд произведений современных художников:
На этапах планирования и сооружения ступени и эскалаторы считались достаточными для сообщения между этажами станции; и лишь спустя несколько десятилетий появились потребности инвалидов, чтобы пассажиров на инвалидных колясках и с детскими колясками . В 1995 году платформа линии U4 была оснащена лифтом для перемещения на верхний этаж до Оперного пассажа, в 1996 году было установлено ещё по одному лифта на каждую из обоих платформ линии U2.
Массивного освещения начала строительных работ на станции «Карлсплац» в СМИ не было; официальной датой начала строительства считается 3 ноября 1969 года. Широкую огласку взамен получила событие 18 августа 1973 года, когда с помощью кранов на пути линии U1 на станции были опущены два вагона поезда метро.

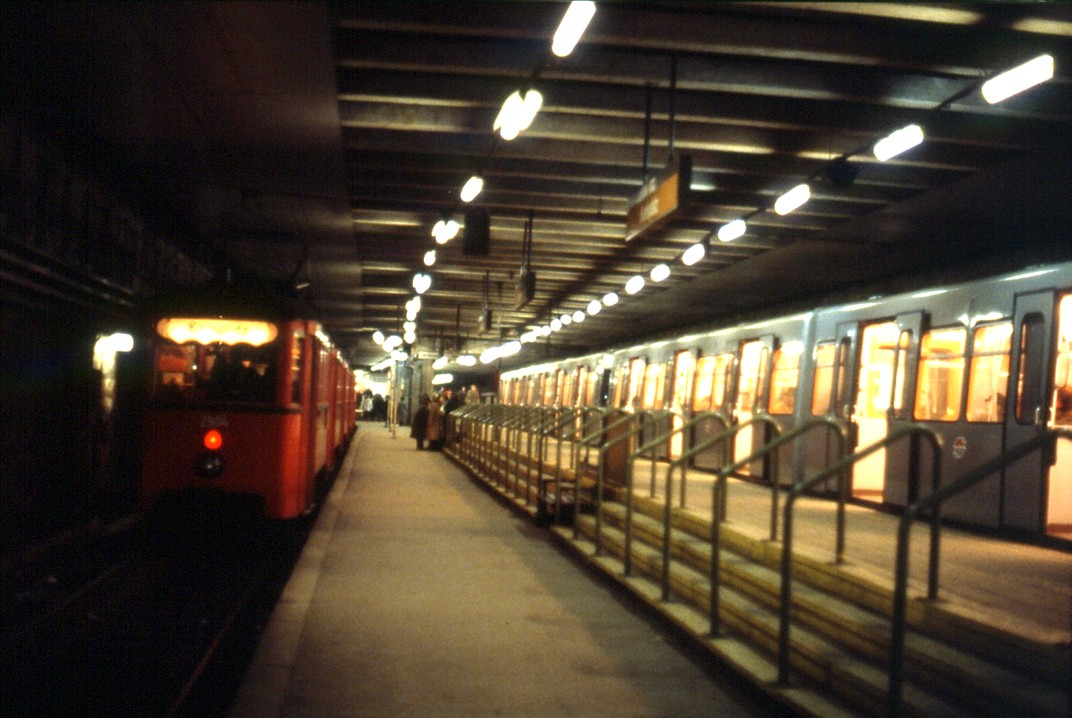
Пересадки между штадтбаном и линией метрополитена U4

Во время строительных работ на бывшей участке штадтбана с 15 августа 1978 года его линия, следовавшего из Гюттельдорфа, сталкивалась здесь с линией метрополитена U4 по направлению Хайлигенштадт. Пассажиры, которые ехали через Карлсплац, должны были делать здесь пересадку на совместном перроне, тянувшийся вдоль пути метро и был поднят на необходимый для посадки уровень с помощью деревянных планок. После продления линии U4 до улицы Майдлингер-Гауптштрасе 26 октября 1980 года станция «Карлсплац» окончательно стала станцией Венского метрополитена.
Только в течение короткого времени, с 7 по 25 сентября 1981 года была линия U2/U4. Поезда этой линии курсировали от станции «Карлсплац» через часть U2, далее на станции «Шоттенринг» из-за служебной участок переходили на путь линии U4 и уже по этой линии курсировали обратно в «Карлсплац» и далее до станции «Гитцинг». Поскольку эта спонтанная идея кольцевого участка метрополитена вокруг Внутреннего города не подошёл и график поездов сбился бы, то этот вариант линии вскоре был отменён.

## Станция

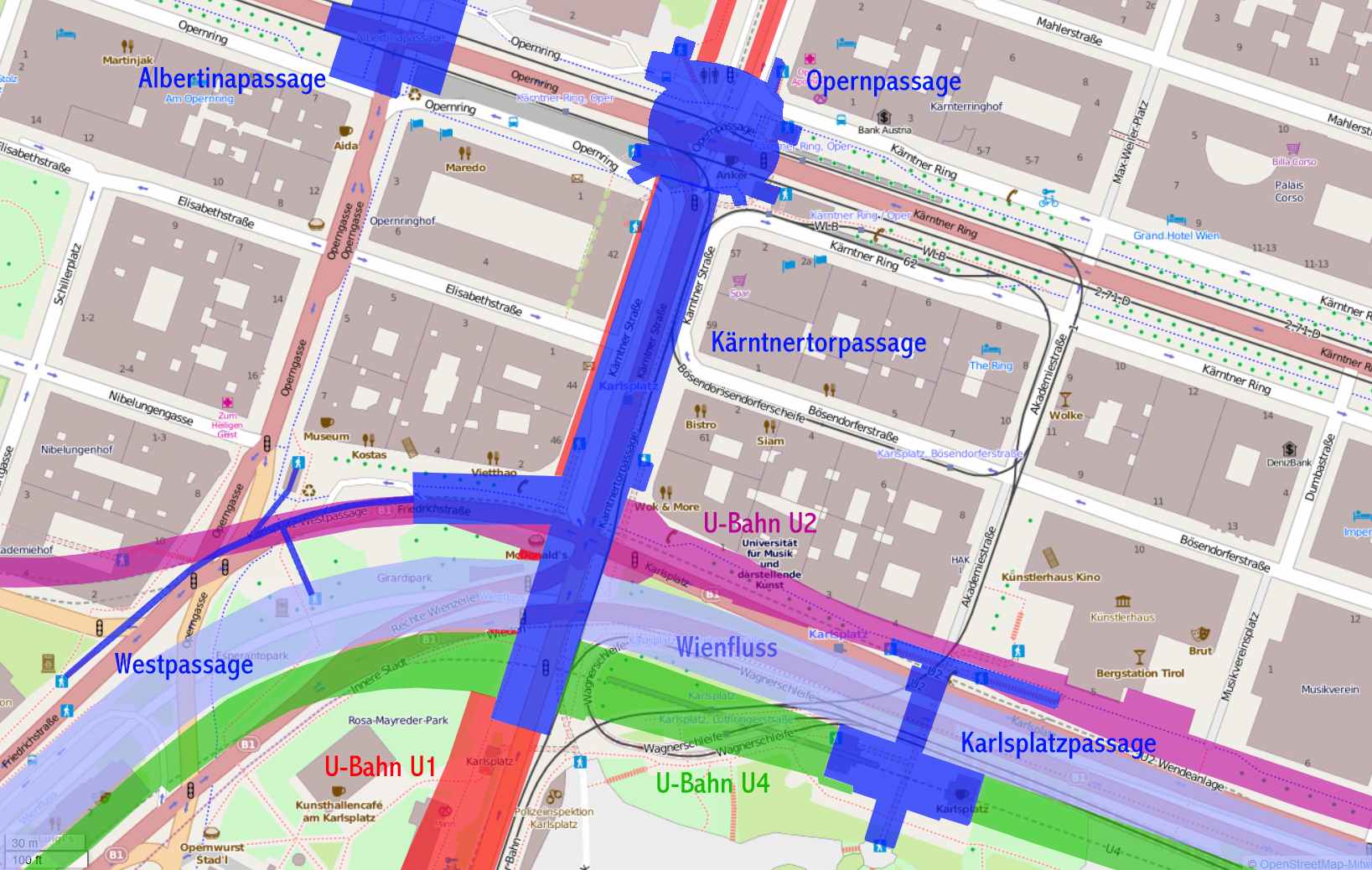
Подземные сооружения в районе станции «Карлсплац»

Станция «Карлсплац» сейчас является одним из крупнейших транспортных узлов компании Wiener Linien. Доступ к платформам с одной стороны осуществляется через главный пассаж, образовавшийся в результате сочетания Кернтнертор-театра, Западного и Оперного пассажей и представляет собой подземное сообщение примерно 200 м длиной между площадью Карлсплац и улицей Опернринг; с другой стороны он осуществляется через пассаж. По состоянию на 2011 год, пассажиропоток станции составил 233 тысячи пассажиров в день, что причисляет её к самым загруженным станциям Венского метрополитена, поскольку здесь имеется крупный транспортный узел не только в виде пересадок на линии U1, U2 и U4, но и на электропоезда, трамваи и автобусы.

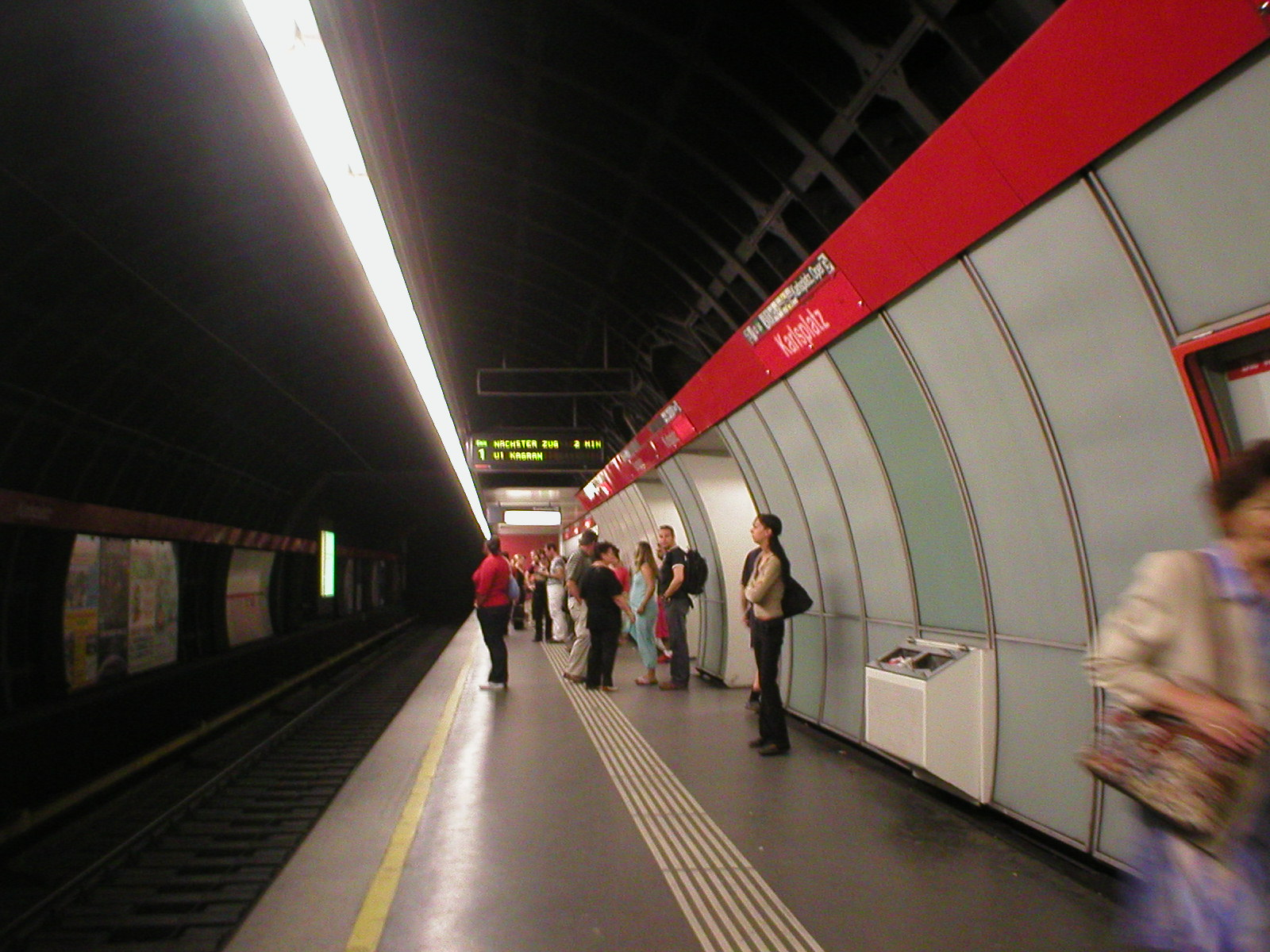
Платформа линии U1
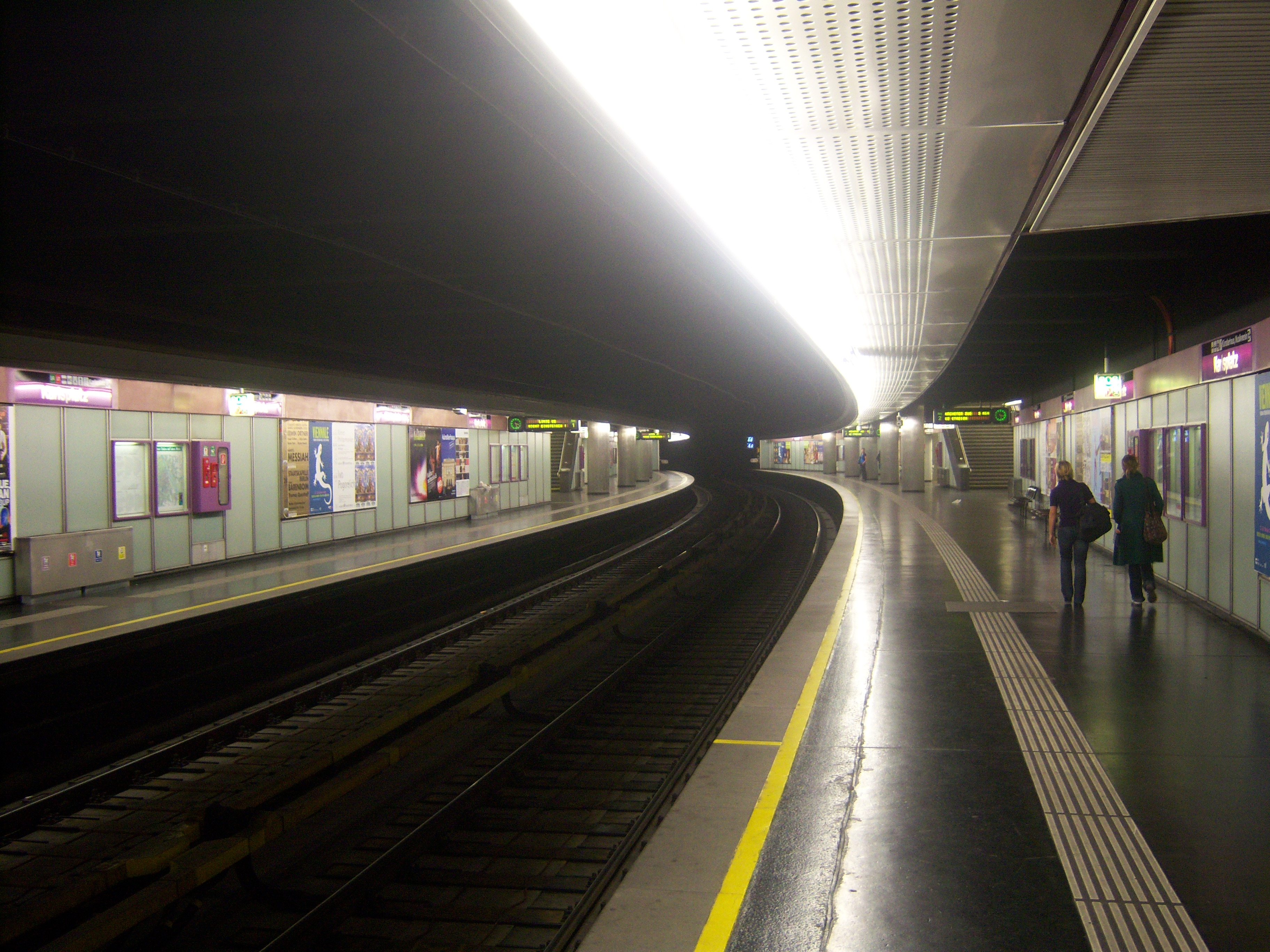
Платформы линии U2
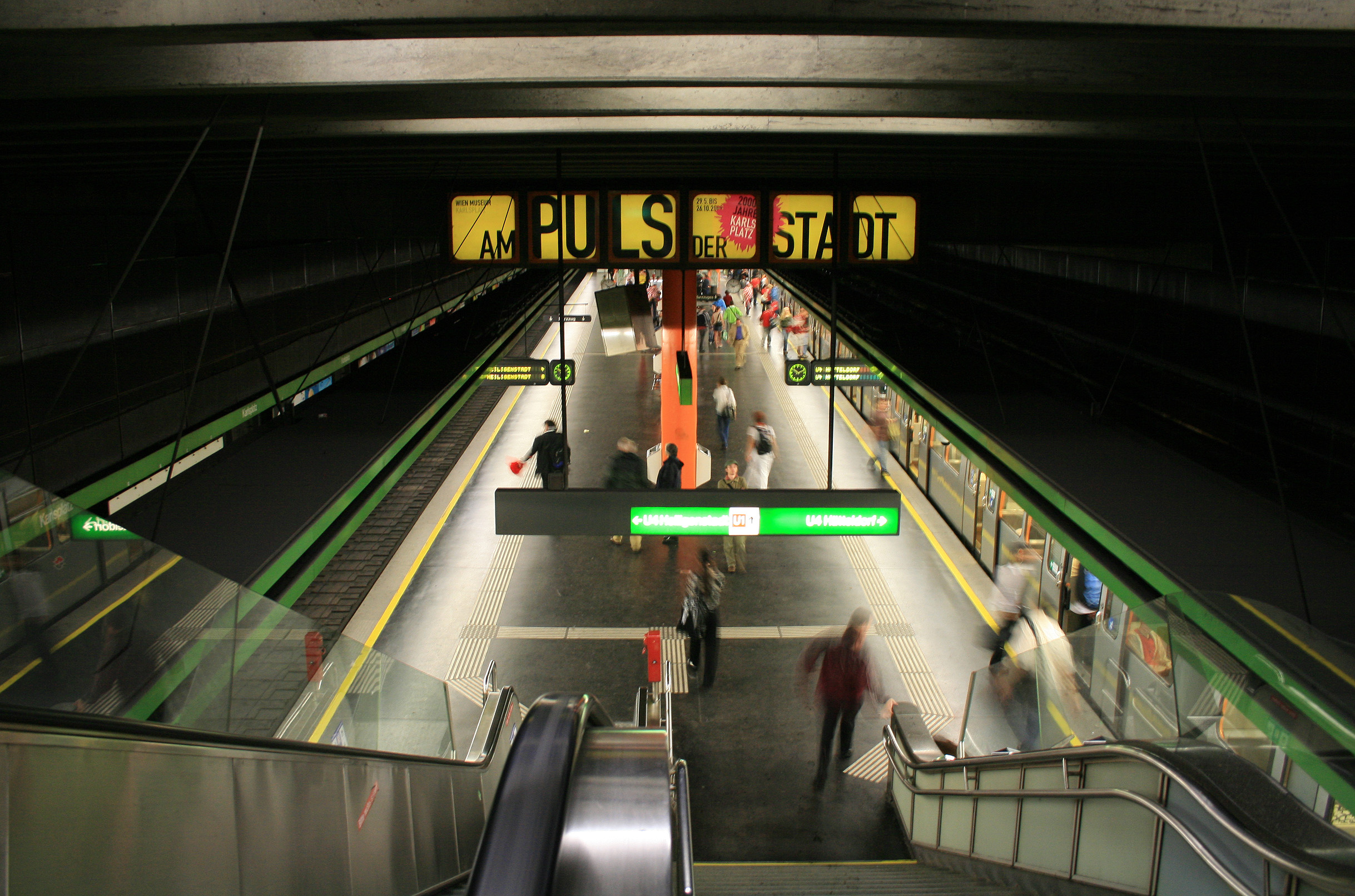
Платформы линии U4

## Отделка
- В пассаже Карлсплац с 2003 года размещен 16-метровый фриз «Unisono di colori», выполненный художниками Эрнстом и Элеонор Фридрихами. Он представляет собой ритмичную взаимодействие по-разному оформленных прямоугольных полей, отличающихся друг от друга как материалом и выполнением поверхности, так и цветами[1].
- В Восточном пассаже — проходе от Кернтнерторпассаэа к выходу на Дом сецессиона — в 2005—2006 годах была установлена медиаинсталляция «Pi» канадского художника Кена Лума. На длине 130 метро рядом с числом пи на зеркальных витринах с помощью светодиодов выведено 16 различных статистических данных в режиме реального времени. Это должно помочь почувствовать социальные и экономические факты, причем зритель через отражены стены также задействован в этом показе. Инсталляция была создана Научным центром Вены вместе с Wiener Linien.
- С начала 2012 года стены распределительного этажа линий U1 и U2 украшены графической инсталляцией «Ohne Titel» (с переводе как Без заголовка) мультимедийного художника Питера Коглера. Подобная обоев сеть с компьютерно сгенерированных трубообразных форм на стенах имеет целью растворить границы архитектуры и благодаря своим динамично напряженным структурам ссылаться на трансферную функцию пространства для пассажиров. Неслучайно геометрические трубообразные формы также напоминают абстрактную органическую капиллярную система или микроскопическую структуру кристаллического вещества — но также и саму систему метрополитена..
- На стенах Кернтнерторпассажа с сентября 2013 года расположено ещё одну инсталляцию под названием «Ohne Titel» (нем. Без заголовку однако тирольского художника Эрнста Карамелля. Роспись размером 70х3 метра разделена на 8 частей, занятых простыми пространственными конфигурациями. Поля с фронтальными и перспективно смещенными проекции чередуются. Ощущение расширения и ритмизации усиливается также тем, что композиция слабо отражается в противоположной матовой стеклянной стене такой же величины, в то время, как дополнительные зеркала при прохождении мимо на мгновение высвечивают отдельные детали.

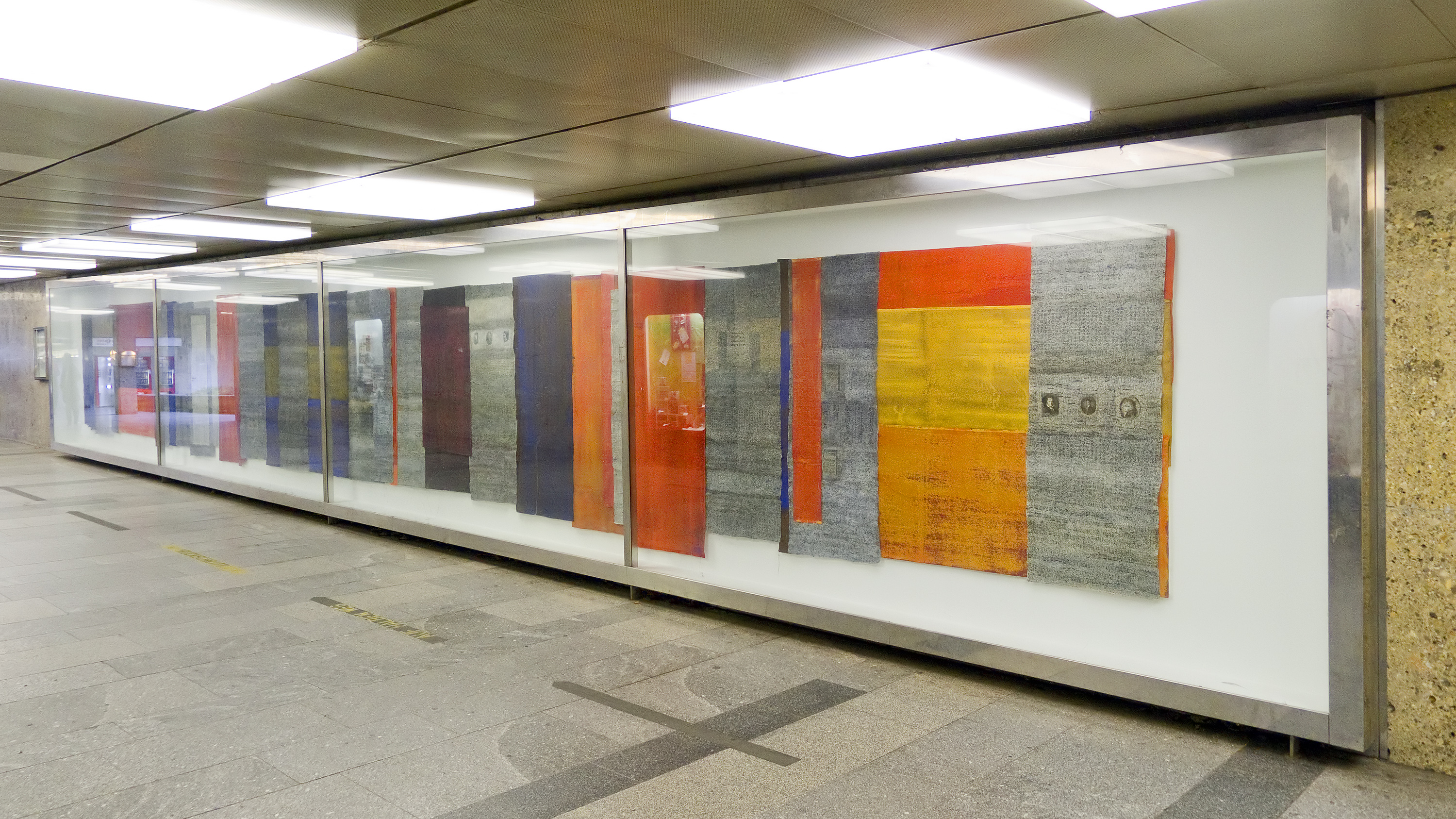
Фриз «Unisono di colori»
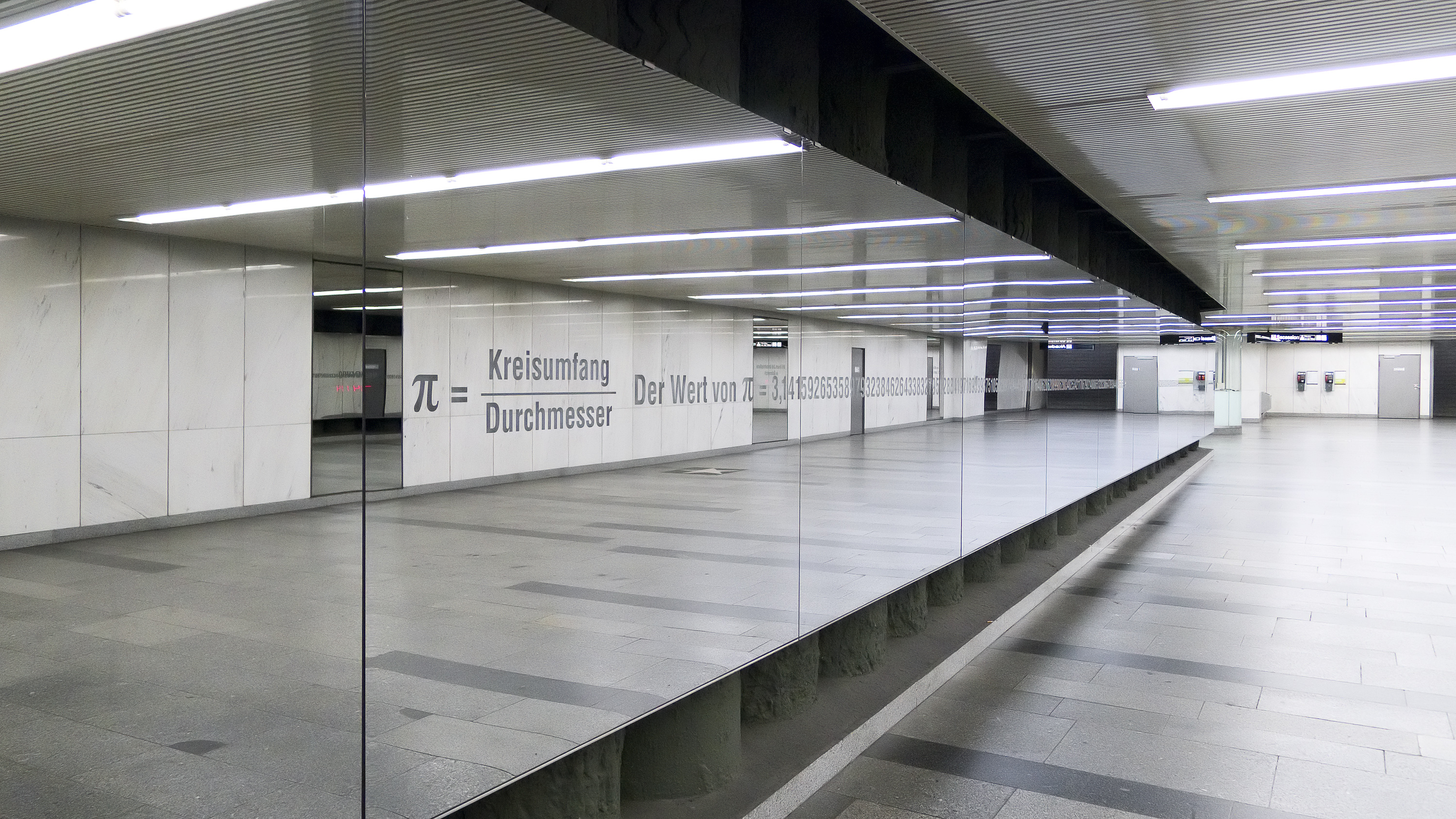
Инсталляция «Pi»
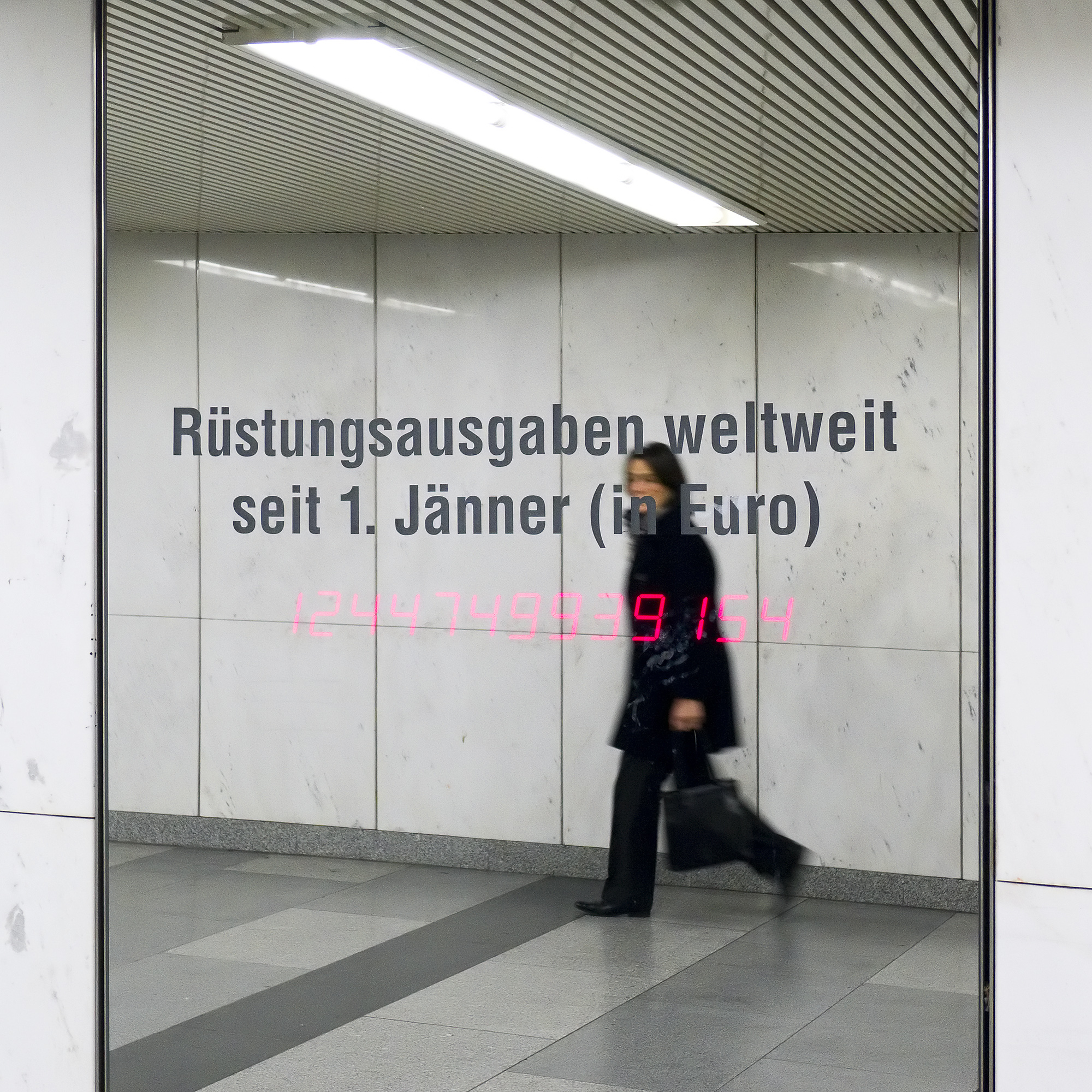
Инсталляция «Pi»
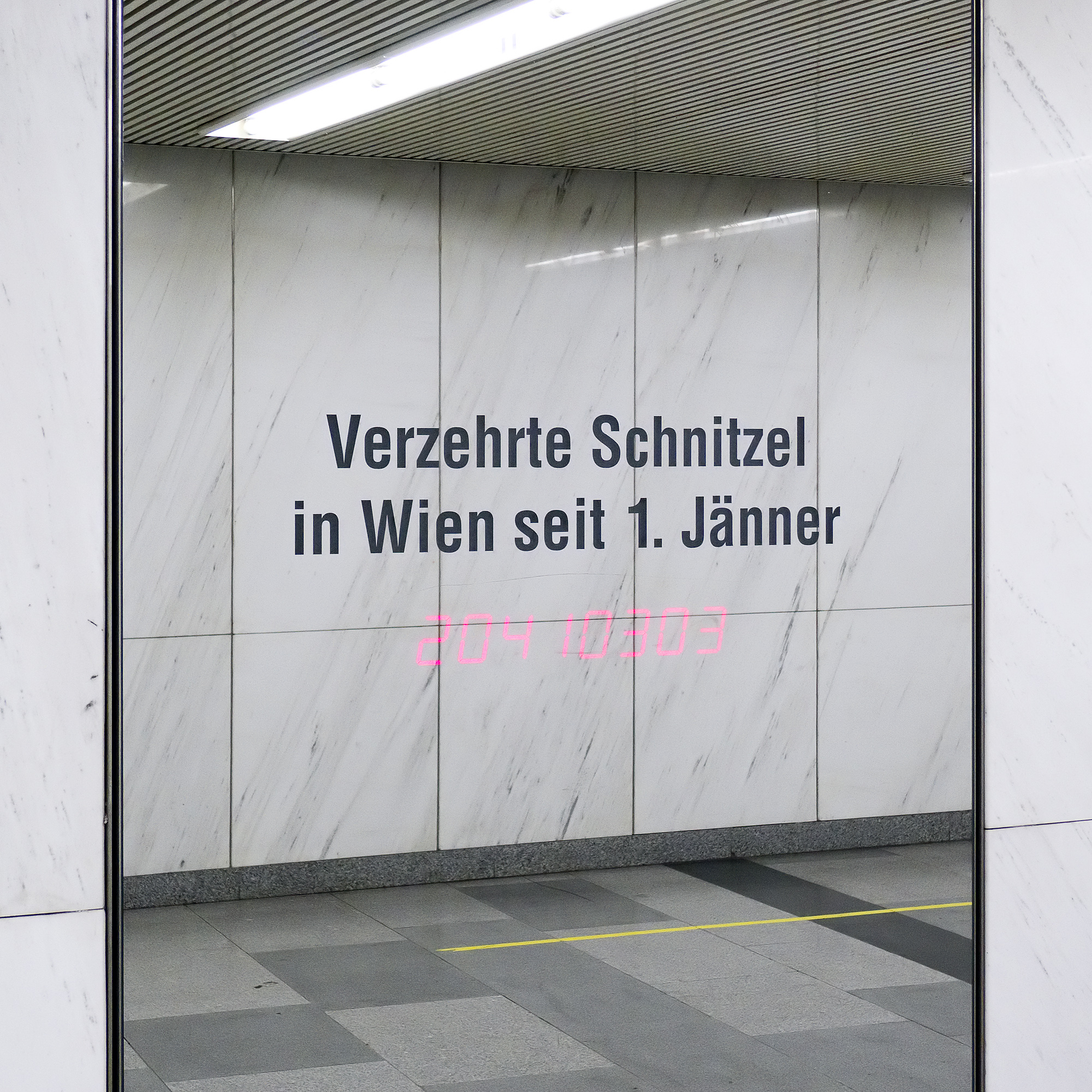
Инсталляция «Pi»
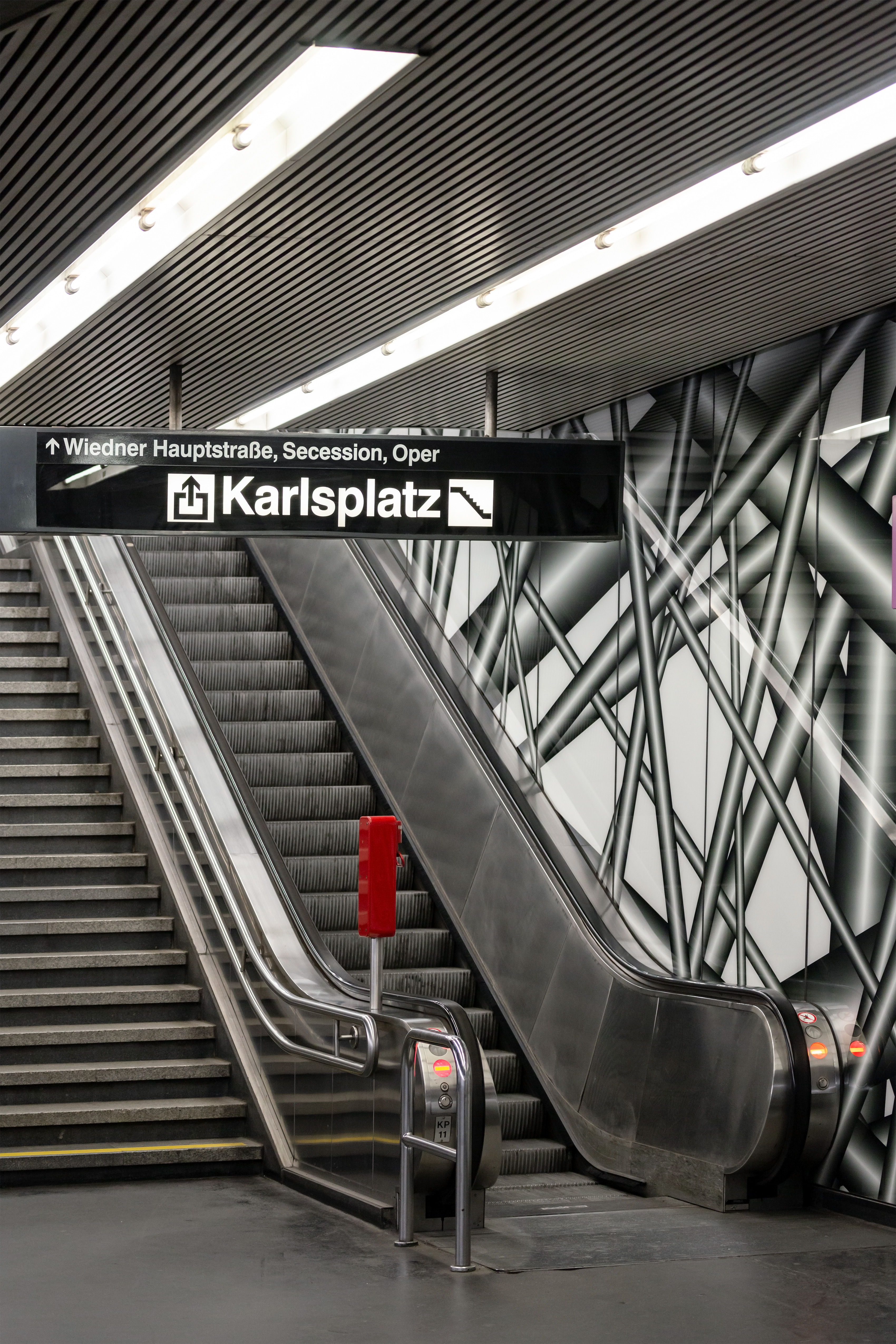
Инсталляция «Ohne Titel» П. Коглера
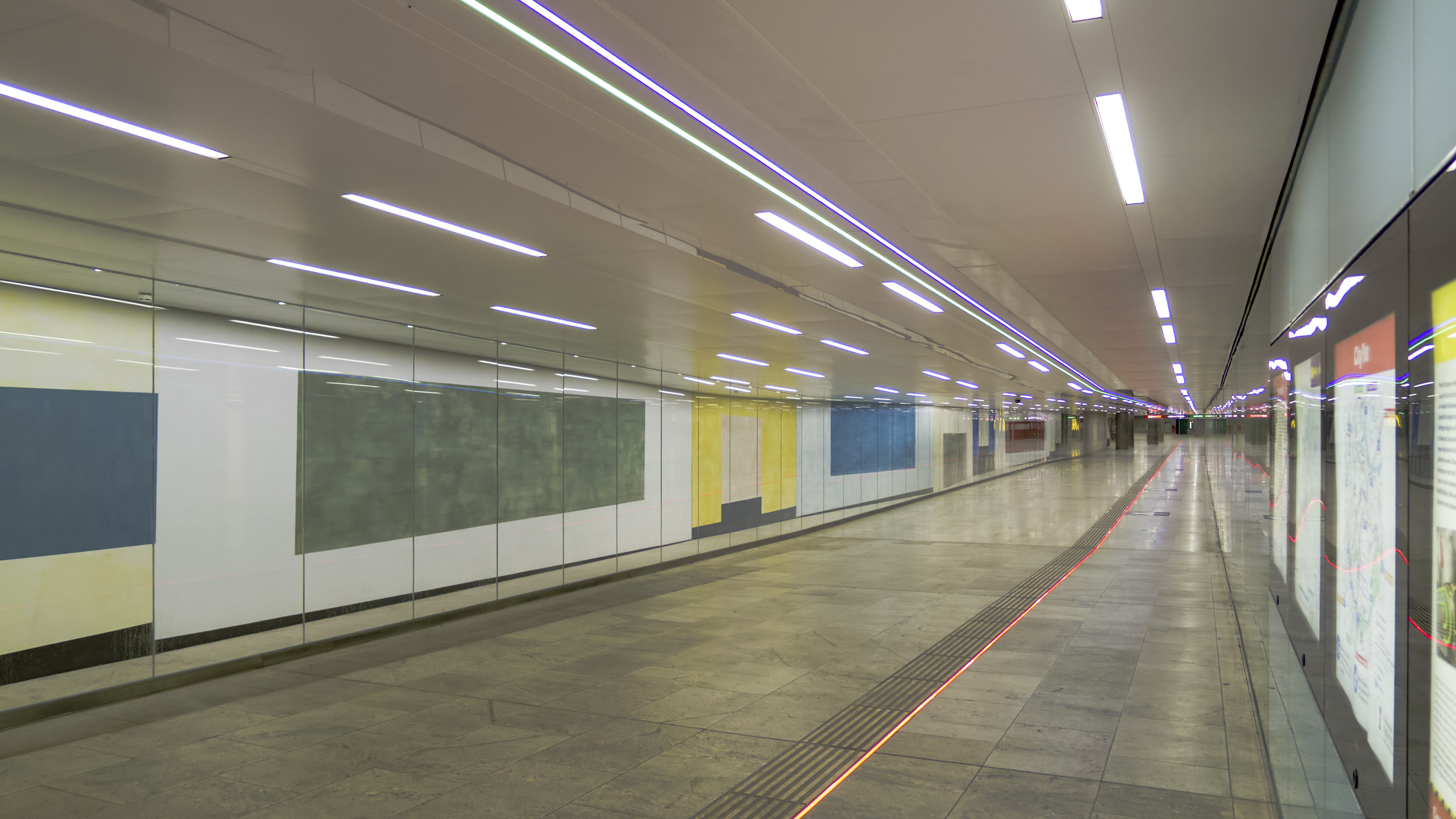
Инсталляция, Кернтнерторпассаж